# Acraea eichleri
Acraea eichleri är en fjärilsart som beskrevs av Van Son 1963. Acraea eichleri ingår i släktet Acraea och familjen praktfjärilar. Inga underarter finns listade i Catalogue of Life.